# 無量寿寺 (知立市)
無量寿寺（むりょうじゅじ）は、愛知県知立市にある臨済宗妙心寺派の寺院。山号は八橋山（やつはしさん）。三河新四国八十八ヶ所霊場第四番。

## 歴史

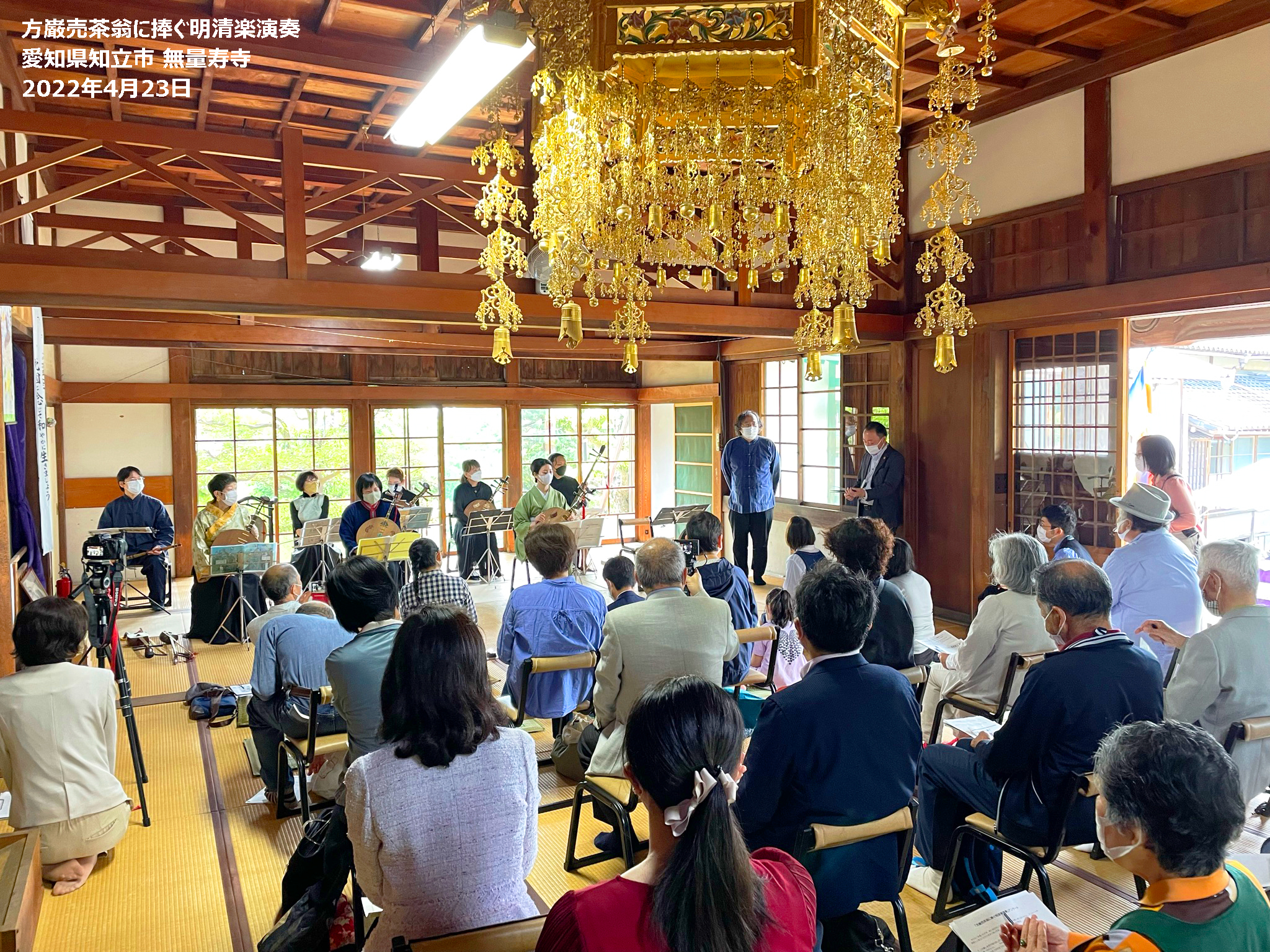
本堂(「方巌売茶翁に捧ぐ明清楽演奏」2022年)

- 704年（慶雲元年） - 慶雲寺として創建する（寺伝によるところ）。
- 822年（弘仁12年） - 密円が現在地に移転させ、真言宗の無量寿寺として整備したとされる。
- 1812年（文化9年） - 八橋売茶翁（方巌売茶翁（ほうがん ばいさおう））により再建が行われ、同時に杜若庭園も完成した。
- 1913年（大正2年） - 本堂が焼失する。
- 1917年（大正6年） - 焼失した本堂が再興される。

## 境内
- 日吉山王社 - 704年（慶雲元年）、無量寺の創建に際し、山門鎮護の神として日吉山王宮より勧請したという。
- 杜若庭園（八橋かきつばた園） - 江戸時代末期に方巌売茶が整備。
- 八橋史跡保存館 - 当寺に伝わる文化財を保存。
- 鶴田卓池の句碑

## 文化財
愛知県指定文化財
- 方巌売茶竹製笈 - 江戸時代

知立市指定文化財
- 杜若姫供養塔 - 在原業平を追って想い叶わずに自殺したとされる小野篁の娘杜若を祀る。
- 亀甲碑（八橋古碑） - 荻生徂徠の弟子が在原業平の逸話を書き付けた。
- 芭蕉連句碑 - 安永6年（1777年）、松尾芭蕉が立ち寄った際の句を下郷学海が建立。

## 八橋かきつばた園
無量寿寺の所在地である八橋は、カキツバタの名勝地である。平安時代に書かれた伊勢物語の中で歌人の在原業平が「からころも きつつなれにし つましあれば はるばるきぬる たびをしぞおもふ」と句頭に「かきつばた」の5文字をいれて詠んだことが知られている。
花札の5月の10点札「菖蒲と八ツ橋」（「杜若に八ツ橋」とも）は当地がモデルである。また、京都の銘菓八ツ橋は一説にはこの八橋にちなむとされる。
庭園の面積約13,000㎡、16の池（5,000㎡）に約3万本のカキツバタが植えられている。4月27日から5月26日には「史跡八橋かきつばたまつり」が開催される。

## 現地情報
所在地
- 愛知県知立市八橋町寺内61番地1

アクセス
- 名鉄三河線 三河八橋駅から徒歩で約5分。

## ギャラリー

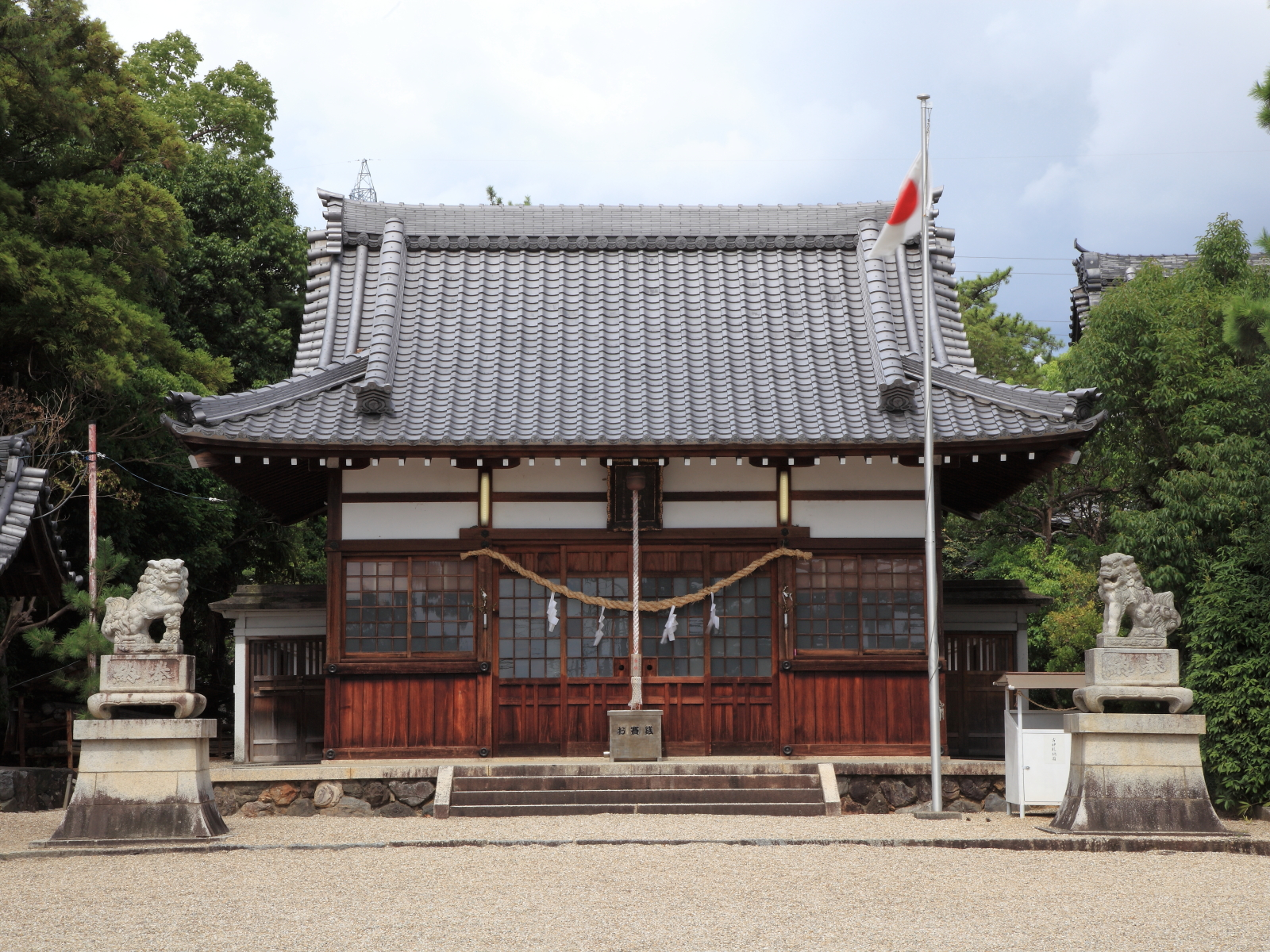
日吉山王社
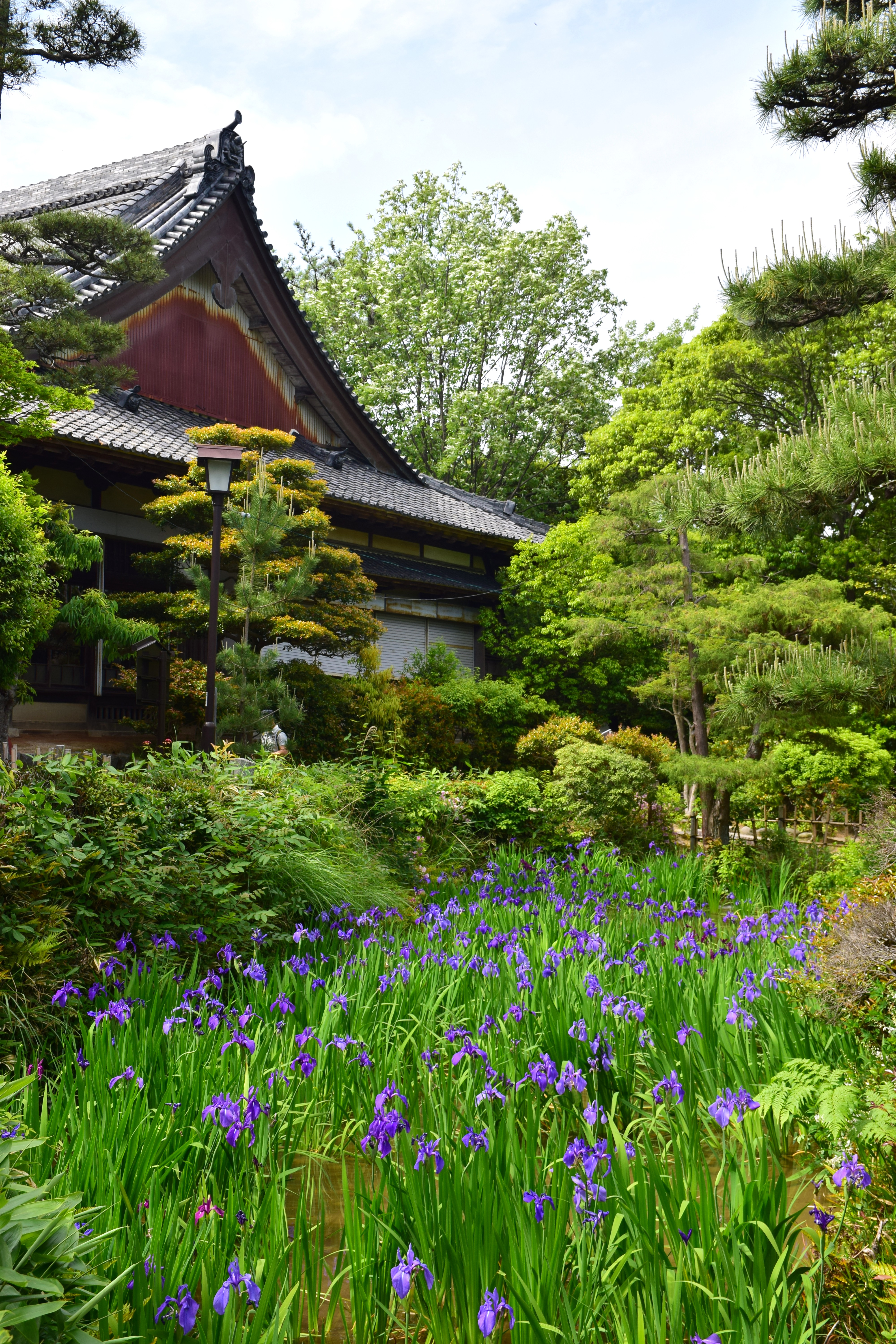
かきつばた園
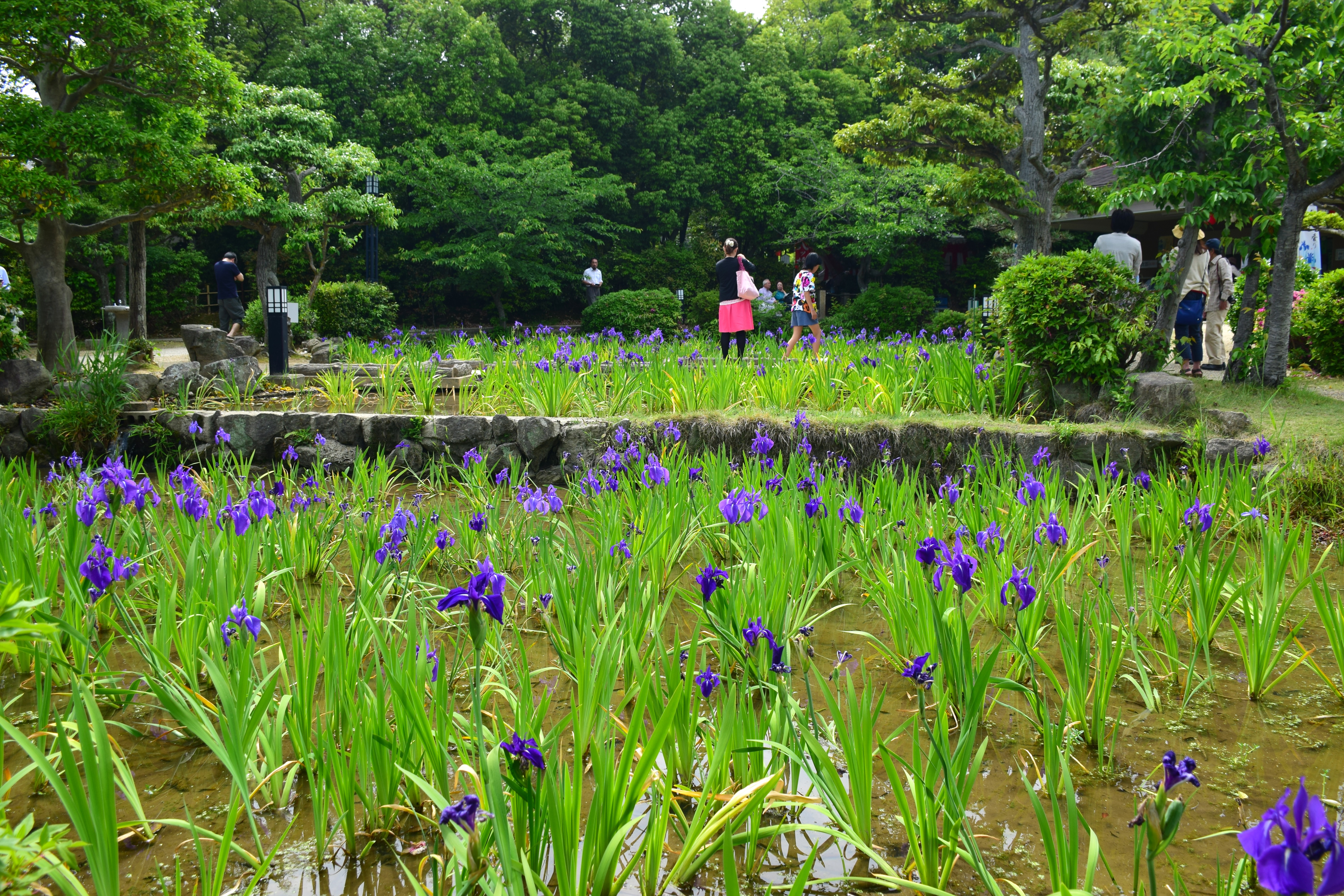
かきつばた園
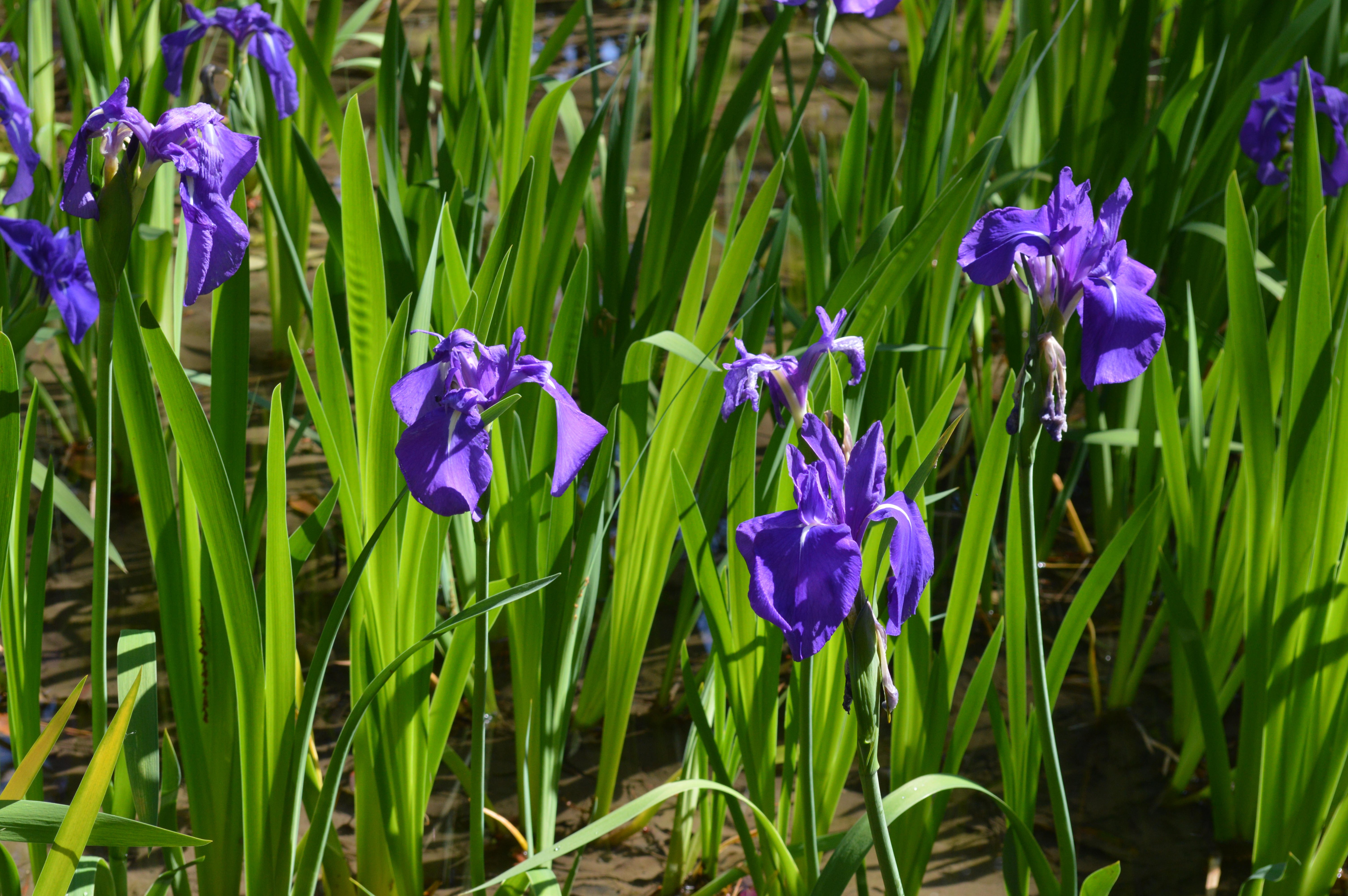
かきつばた園
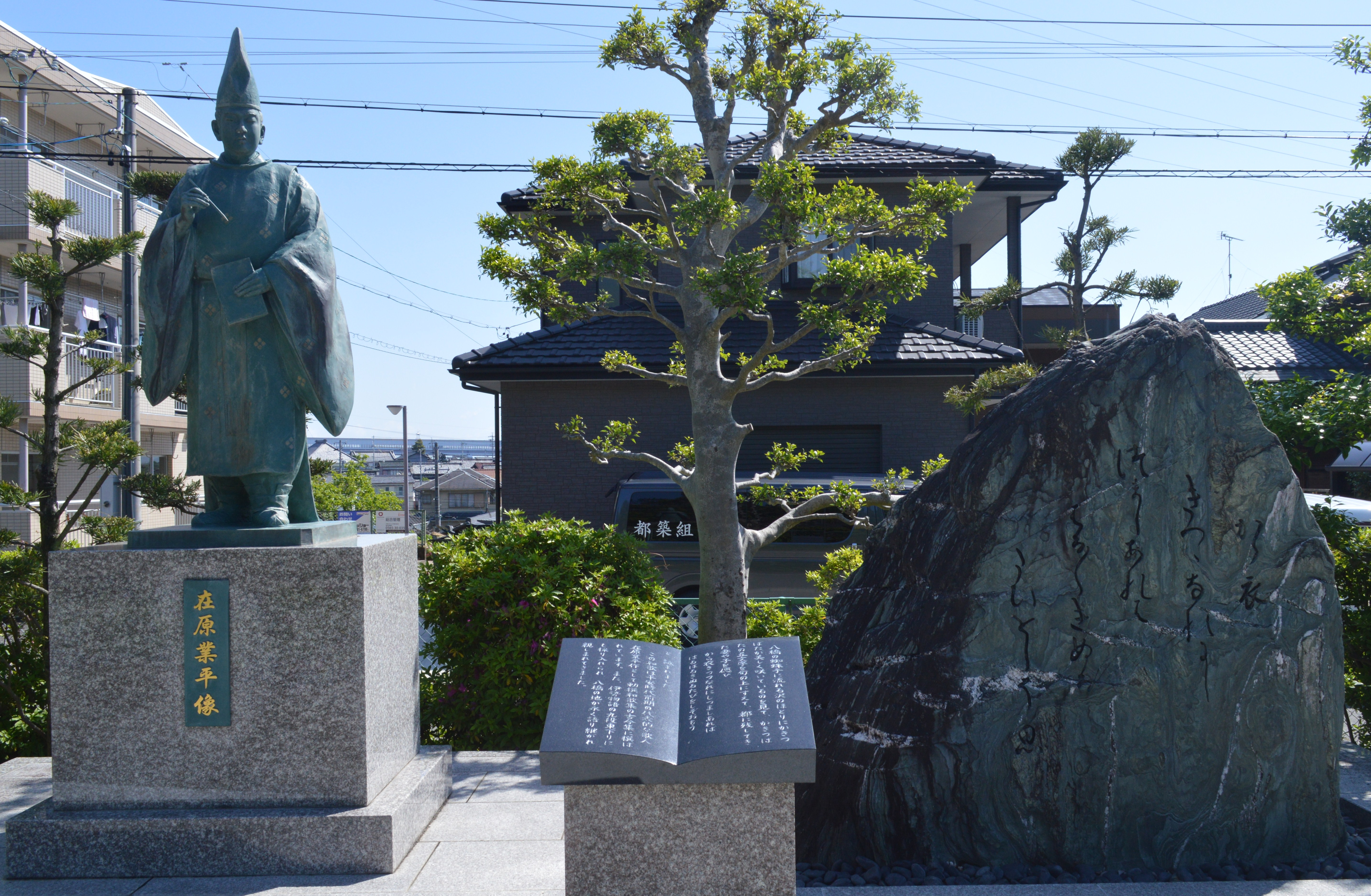
在原業平像と句碑
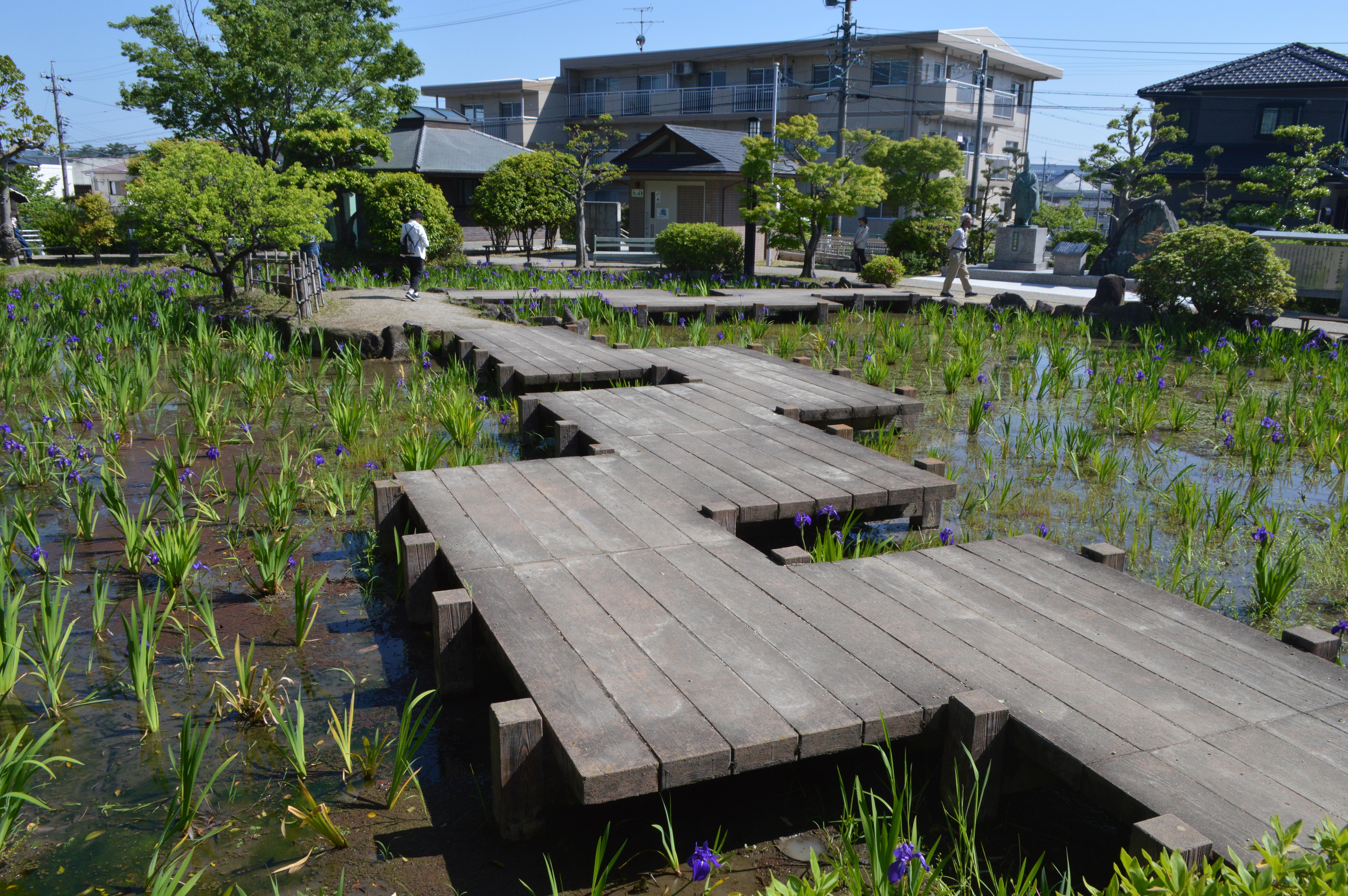
復元された八橋、奥は在原業平の像
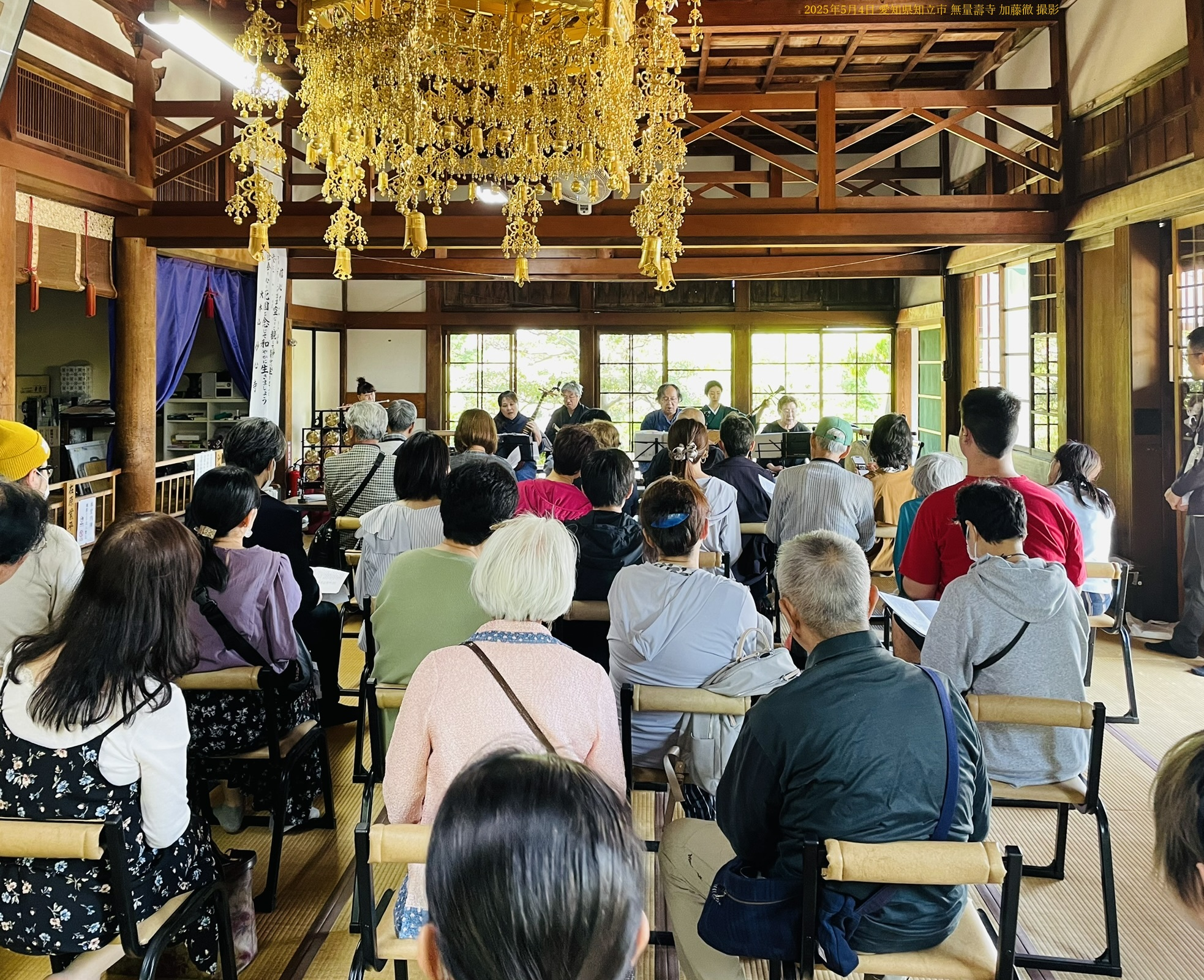
本堂(史跡八橋かきつばたまつりの演奏会)